# 2001 Maniacs 2 – Es ist angerichtet
2001 Maniacs 2 – Es ist angerichtet ist eine US-amerikanische Horrorkomödie von Tim Sullivan aus dem Jahr 2010 und ist die Fortsetzung des Films 2001 Maniacs aus dem Jahr 2005.

## Handlung
Am Anfang des Films spricht Bürgermeister Buckman über das Massaker der Yankees an den Südstaatlern 1864 im Ort Pleasant Valley. Die Seelen der Bewohner finden erst Ruhe, wenn 2001 Nordstaatler ihr Leben gelassen haben.
Jedes Jahr findet in Pleasant Valley ein Fest statt, bei dem alle Fahrzeuge per Umleitungsschild in den Ort geleitet werden. Die ankommenden Yankees sollen dann umgebracht werden. Dieses Jahr will der Sheriff das Treiben nicht mehr unterstützen, da er die alljährlichen Morde nicht länger vertuschen kann. Kurzerhand wird er von der Meute ermordet. Da ansonsten keine Gäste auftauchen, fahren die Südstaatler Richtung Norden und bauen dort ein kleines Zeltlager auf.
Kurze Zeit später trifft eine Filmcrew aus dem Norden ein. Die schrägen Dorfbewohner verursachen Kopfschütteln. Die Filmtruppe dreht mit ihnen diverse Szenen. Allmählich beginnen die Südstaatler, die Yankees nacheinander zu töten und zu zerstückeln. Wie sich herausstellt, handelt es sich bei ihnen um Kannibalen, die ihre Opfer auch verspeisen.
Zwei Frauen können schließlich fliehen. Während sich beide streiten, werden sie von einem der Südstaatler überfahren.

## Kritik
„Mit dem 2005 inszenierten Remake von Herschell Gordon Lewis’ 1964 produzierten Trash-Klassiker ‚2001 Maniacs‘ landete Regisseur Tim Sullivan (‚Driftwood‘) noch einen humorvollen wie blutigen Horror-Slasher. Fünf Jahre später wird das blutige Gemetzel aus Pleasant Valley in den Norden getragen, wo nicht nur viel Blut fließt, sondern auch Brüste und Sex in den verschiedensten Variationen zu sehen sind. Ob man diesen Mix aus schräg-dümmlichem Humor, grellem Kunstblutrausch und steter Sexorgien unterhaltsam findet, bleibt wohl Geschmackssache. Große intellektuelle Fähigkeiten sind bei dem Betrachten von ‚2001 Maniacs 2 – Es ist angerichtet‘ jedenfalls nicht gefragt und auch eher einem möglichen Vergnügen abträglich. Dafür haben die Darsteller sichtlich Freude an ihren Rollen und geben sich genüsslich ihren erotischen wie blutigen Spielen hin. Da der Film allein auf optischer und akustischer Ebene funktioniert, ist der allzu billige Look auf Dauer etwas störend, aber wer auf solchen Trash steht, kommt hier voll auf seine Kosten. Alle anderen sollten tunlichst ihre Finger von diesem Machwerk lassen.“

„Nachdem sich Tim Sullivan in ‚2001 Maniacs‘ bereits auf ebenso vergnügliche, wie politisch unkorrekte Weise vor „2000 Maniacs“ des legendären Splatterpioniers Herschell Gordon Lewis verbeugte und damit einen überraschenden Hit landete, gibt die Fortsetzung der ansehnlichen Fangemeinde nun alles, was sie erwarten kann. Bill Moseley („Haus der 1000 Toten“) ersetzte Robert Englund, Sullivan ist handwerklich deutlich versierter geworden, aber sonst hinterlässt die superpechschwarze Komödie die erhoffte augenzwinkernde Blutspur.“